# Cinema etnografico
Il cinema etnografico o (film etnografico) è una forma di documentarismo che ha sviluppato una sua tradizione specifica che risale alle origini stesse del cinema. In genere è un tipo di film realizzato da etnologi, sociologi o antropologi.

## Storia
Il primo film del genere fu realizzato dal fisiologo Félix-Louis Regnault che aveva ripreso una donna wolof del Senegal mentre fabbricava dei vasi di terracotta, senza l'aiuto della ruota, all'Exposition Ethnographique de l'Afrique Occidentale. L'autore lo aveva pubblicato nel 1895 ed in seguito aveva proposto la creazione di un archivio di materiale di ricerca antropologica.
Sempre in quel periodo le principali spedizioni etnografiche, per raccogliere i dati sul campo, si avvalevano della tecnica cinematografica. Fra questi Alfred Cort Haddon nel 1898-99 aveva registrato alcune sequenze durante la spedizione effettuata nello stretto di Torres, il braccio di mare tra l'Australia e l'isola della Nuova Guinea. Nel 1901 Baldwin Spencer riprese alcune cerimonie degli aborigeni australiani, mentre l'etnografo austriaco Rudolf Pöch realizzò alcuni filmati nell'Africa australe e in Nuova Guinea.
Tuttavia solo a partire dagli anni venti si iniziò a sviluppare una reale cinematografia etnografica, in grado di comunicare le notizie da culture diverse, che stava raccogliendo l'antropologia. Il cineasta Robert J. Flaherty è considerato da alcuni il padre di questo genere di film, anche se non era un antropologo. Divenuto famoso per il suo docufilm del 1922 Nanuk l'esquimese, in cui ha cercato di fare un ritratto realistico sul genere di vita degli inuit.

## Filmografia
Di seguito sono citati due dei principali autori e le loro realizzazioni. 
- Robert Gardner autore di Dead Birds (1964), The Nuer (1970) dove è descritta la vita quotidiana di una società sudanese, resa nota a suo tempo da Edward Evan Evans-Pritchard, Rivers of sand (1973), Forest of bliss (1986).
- David MacDougall, autore e studioso di grande rilievo, ha prodotto numerosi film in Africa occidentale To live with herds: a dry season among the Jie, (1971); Kenya Boran, (1974); Wedding camels, 1977, in Australia Photo Wallahs, (1991) e anche in Sardegna Tempus de baristas, (1993)[2].